# Татьяна Пінту
Татьяна Пінто (2 липня 1992 , Мюнстер, Північний Рейн-Вестфалія ) — німецька легкоатлетка, що спеціалізується на спринті, призерка чемпіонатів світу та Європи.

## Кар'єра
| Рік                   | Змагання                       | Місце проведення           | Місце                 | Дисципліна            | Результат             | Примітки              |
| Представник Німеччина | Представник Німеччина          | Представник Німеччина      | Представник Німеччина | Представник Німеччина | Представник Німеччина | Представник Німеччина |
| --------------------- | ------------------------------ | -------------------------- | --------------------- | --------------------- | --------------------- | --------------------- |
| 2010                  | Чемпіонат світу серед юніорів  | Монктон, Канада            | 6                     | біг на 100 метрів     | 11.80                 |                       |
| 2010                  | Чемпіонат світу серед юніорів  | Монктон, Канада            | 2                     | естафета 4×100 метрів | 43.74                 |                       |
| 2011                  | Чемпіонат Європи серед юніорів | Таллінн, Естонія           | 3                     | біг на 100 метрів     | 11.48                 |                       |
| 2011                  | Чемпіонат Європи серед юніорів | Таллінн, Естонія           | 1                     | естафета 4×100 метрів | 43.42                 |                       |
| 2012                  | Чемпіонат Європи               | Гельсінкі, Фінляндія       | 8                     | біг на 100 метрів     | 11.62                 |                       |
| 2012                  | Чемпіонат Європи               | Гельсінкі, Фінляндія       | 1                     | естафета 4×100 метрів | 42.51                 |                       |
| 2012                  | Олімпійські ігри               | Лондон, Велика Британія    | 5                     | естафета 4×100 метрів | 42.67                 |                       |
| 2013                  | Чемпіонат Європи в приміщенні  | Гетеборг, Швеція           | 16 (з.)               | біг на 60 метрів      | 7.41                  |                       |
| 2013                  | Чемпіонат Європи серед молоді  | Тампере, Фінляндія         | 3                     | біг на 100 метрів     | 11.50                 |                       |
| 2013                  | Чемпіонат Європи серед молоді  | Тампере, Фінляндія         | 1                     | естафета 4×100 метрів | 43.29                 |                       |
| 2013                  | Чемпіонат світу                | Москва, Росія              | 24 (пф.)              | біг на 100 метрів     | 11.54                 |                       |
| 2013                  | Чемпіонат світу                | Москва, Росія              | 4                     | естафета 4×100 метрів | 42.90                 |                       |
| 2014                  | Світові естафети ІААФ          | Нассау, Багамські Острови  | 6                     | естафета 4×100 метрів | 43.37                 |                       |
| 2014                  | Чемпіонат Європи               | Цюрих, Швейцарія           | 16 (пф.)              | біг на 100 метрів     | 11.48                 |                       |
| 2014                  | Чемпіонат Європи               | Цюрих, Швейцарія           | —                     | естафета 4×100 метрів | DNF                   |                       |
| 2015                  | Світові естафети ІААФ          | Нассау, Багамські Острови  | —                     | естафета 4×100 метрів | DNF                   |                       |
| 2016                  | Чемпіонат світу в приміщенні   | Портленд, США              | 14 (пф.)              | біг на 60 метрів      | 7.22                  |                       |
| 2016                  | Чемпіонат Європи               | Амстердам, Нідерланди      | 6                     | біг на 100 метрів     | 11.33                 |                       |
| 2016                  | Чемпіонат Європи               | Амстердам, Нідерланди      | 3                     | естафета 4×100 метрів | 42.48                 |                       |
| 2016                  | Олімпійські ігри               | Ріо-де-Жанейро, Бразилія   | 22 (пф.)              | біг на 100 метрів     | 11.32                 |                       |
| 2016                  | Олімпійські ігри               | Ріо-де-Жанейро, Бразилія   | 4                     | естафета 4×400 метрів | 42.10                 |                       |
| 2017                  | Світові естафети ІААФ          | Нассау, Багамські Острови  | 1                     | естафета 4×100 метрів | 42.84                 | WL                    |
| 2017                  | Світові естафети ІААФ          | Нассау, Багамські Острови  | 2                     | естафета 4×200 метрів | 1:30.68               | SB                    |
| 2017                  | Чемпіонат світу                | Лондон, Велика Британія    | —                     | біг на 100 метрів     | DSQ                   |                       |
| 2017                  | Чемпіонат світу                | Лондон, Велика Британія    | 4                     | естафета 4×100 метрів | 42.36                 |                       |
| 2018                  | Чемпіонат світу в приміщенні   | Бірмінгем, Велика Британія | 12 (пф.)              | біг на 60 метрів      | 7.18                  |                       |
| 2018                  | Чемпіонат Європи               | Берлін, Німеччина          | 9 (пф.)               | біг на 100 метрів     | 11.26                 |                       |
| 2018                  | Чемпіонат Європи               | Берлін, Німеччина          | 3                     | естафета 4×100 метрів | 42.23                 |                       |
| 2019                  | Чемпіонат світу                | Доха, Катар                | 18 (пф.)              | біг на 100 метрів     | 11.29                 |                       |
| 2019                  | 18 (пф.)                       | біг на 200 метрів          | 23.11                 |                       |                       |                       |
| 2021                  | Олімпійські ігри               | Токіо, Японія              | 22 (пф.)              | біг на 100 метрів     | 11.35                 |                       |
| 2021                  | Олімпійські ігри               | Токіо, Японія              | 5                     | естафета 4×100 метрів | 42.12                 |                       |
| 2022                  | Чемпіонат світу                | Юджин, США                 | 3                     | естафета 4×100 метрів | 42.03                 | SB                    |